# Khioszi Métrodórosz
Khioszi Métrodórosz (Kr. e. 330 körül) görög filozófus.
Khioszról származott, Démokritosz követője volt. Cicero említést tesz egy munkájáról, amelyben a természetről írt. Mestere volt Anaxarkhosznak és Hippokratésznek. Diogenész Laertiosz felsorolja munkáit is, amelyekből semmi sem maradt fenn, így filozófiájáról nem tudunk pontos képet alkotni.